# Waterpolo masculino en los Juegos Suramericanos
El Campeonato sudamericano de waterpolo masculino es la competición de waterpolo masculino en los Juegos Sudamericanos. 

## Ediciones
| N.º | Año  | Sede                   | Oro       | Plata    | Bronce |
| --- | ---- | ---------------------- | --------- | -------- | ------ |
| IX  | 2010 | Medellín · ( Colombia) | Argentina | Colombia | Brasil |